# Eva+Eva
Eva+Eva è un singolo della cantante italiana Annalisa, pubblicato l'8 ottobre 2021 come terzo estratto da Nuda10.

## Descrizione
A differenza della traccia contenuta nell'album, il singolo ha visto la partecipazione vocale della cantante Rose Villain (come già avvenuto con l'aggiunta di Federico Rossi per il precedente Movimento lento), che ha collaborato anche aggiungendo una parte del testo. L'argomento del brano è la capacità delle donne di fare "squadra" e di instaurare un rapporto basato sulla complicità.

## Video musicale
Il video, diretto da Simone Peluso ed ispirato ad alcune scene del film Assassini nati - Natural Born Killers di Oliver Stone, è stato pubblicato il 12 ottobre 2021 attraverso il canale YouTube della Warner Music Italy.

## Tracce
Testi e musiche di Annalisa Scarrone, Rosa Luini, Dario Faini e Federico Bertollini.
Download digitale
1. Eva+Eva (feat. Rose Villain) – 3:09

12"
- Lato A

1. Eva+Eva (feat. Rose Villain) – 3:09

- Lato B

1. Movimento lento (Acoustic Version) – 3:41